# Марсель Капелль
Марсель Капелль (фр. Marcel Capelle, нар. 11 грудня 1904 — пом. 1993) — французький футболіст, що грав на позиції захисника. Учасник першого чемпіонату світу.

## Клубна кар'єра
У дорослому футболі дебютував 1929 року виступами за команду клубу «Расінг» (Париж), в якій провів чотири сезони.
Протягом 1933—1934 років захищав кольори команди клубу «Сет», у складі якої став чемпіоном Франції.
У 1934 році перейшов до клубу «Сент-Етьєн», за який відіграв один сезон, після якого завершив професійну кар'єру футболіста у 1935 році.
Помер 10 грудня 1993 року на 89-му році життя.

## Виступи за збірну
У складі національної команди дебютував 13 квітня 1930 року. На стадіоні у Коломбі господарі зазнали нищівної поразки від збірної Бельгії (1:6). Протягом наступного місяця провів ще три гри і потрапив до заявки на світову першість в Уруграї.
На турнір приїхали лише чотири європейських збірних: Бельгії, Румунії, Франції й Югославії. У стартовому матчі групи «А» французи здобули переконливу перемогу над збірною Мексики (4:1). На 19-й хвилині Люсьєн Лоран відкрив рахунок у грі, наприкінці першого тайму Марсель Ланжіє його подвоїв, а в другій половині Андре Машіно зробив «дубль». В наступних поєдинках французи зазнали мінімальних поразок від збірних Аргентини і Чилі. У підсумку третє місце, а переможці групи — аргентинці — дійшли до фіналу, де поступилися господарям змагання.
В останньому матчі, що відбувся 14 травня 1931 року на стадіоні в Коломбі, французи здобули сенсаційну перемогу над збірною Англії з рахунком 5:2. У воротах британського голкіпера відзначилися Едмон Дельфур, Марсель Ланжіє, Люсьєн Лоран і Робер Мерсьє (двічі). Це була друга поразка, на європейському континенті, в історії британської збірної і перша з великим рахунком.

## Титули і досягнення
- Чемпіон Франції (1):

«Сет»: 1934
- Володар Кубка Франції (1):

«Сет»:  1934

## Статистика
Статистика виступів в офіційних матчах:
| Сезон             | Команда           | Чемпіонат | Чемпіонат | Чемпіонат | Кубок | Кубок | Збірна | Збірна |
| Сезон             | Команда           | Ліга      | Ігри      | Голи      | Ігри  | Голи  | Ігри   | Голи   |
| ----------------- | ----------------- | --------- | --------- | --------- | ----- | ----- | ------ | ------ |
| 1929/30           | «Расінг» (Париж)  | —         | —         | —         | 7     | 1     | 7      | 0      |
| 1930/31           | «Расінг» (Париж)  | —         | —         | —         | 2     | 0     | 2      | 0      |
| 1931/32           | «Расінг» (Париж)  | —         | —         | —         | 2     | 0     | —      | —      |
| 1932/33           | «Расінг» (Париж)  | Д-1       | 13        | 0         | 2     | 0     | —      | —      |
| 1933/34           | «Сет»             | Д-1       | 12        | 0         | 2     | 0     | —      | —      |
| 1934/35           | «Сент-Етьєн»      | Д-2       | 6         | 0         | 1     | 0     | —      | —      |
| 1935/36           | «Стад» (Реймс)    | Д-2       | 5         | 0         | —     | —     | —      | —      |
| Усього за кар'єру | Усього за кар'єру | Д-1       | 25        | 0         | 16    | 1     | 9      | 0      |
| Усього за кар'єру | Усього за кар'єру | Д-2       | 11        | 0         | 16    | 1     | 9      | 0      |

Статистика виступів на чемпіонаті світу:
| група «А» 13 липня 1930 |

| Франція                        | 4 — 1 | Мексика       |
| ------------------------------ | ----- | ------------- |
| Лоран 19', 40' Машіно 43', 87' | Звіт  | Карреньйо 70' |

| «Естадіо Посітос» (Монтевідео) Глядачів: 4 444 |

Франція: Алексіс Тепо, Марсель Ланжіє, Александр Віллаплан (), Ернест Лібераті, Андре Машіно, Етьєн Маттле, Марсель Пінель, Люсьєн Лоран, Марсель Капелль, Огюстен Шантрель, Едмон Дельфур. Тренер — Рауль Кодрон.
Мексика: Оскар Бонфільйо, Хуан Карреньйо, Рафаель Гутьєррес (), Хосе Руїс, Альфредо Санчес, Луїс Перес, Іларіо Лопес, Діонісіо Мехія, Феліпе Росас, Мануель Росас, Ефраїн Амескуа. Тренер — Хуан Луке.
| група «А» 15 липня 1930 |

| Аргентина | 1 — 0 | Франція |
| --------- | ----- | ------- |
| Монті 81' | Звіт  |         |

| «Естадіо Парк Сентрал» (Монтевідео) Глядачів: 23 409 |

Аргентина: Анхель Боссіо, Франсіско Варальйо, Хосе Делья Торре, Луїс Монті, Хуан Еварісто, Маріо Еварісто, Мануель Феррейра (), Роберто Черро, Рамон Муттіс, Наталіо Перінетті, Педро Суарес. Тренер — Франсіско Оласар.
Франція: Алексіс Тепо, Ернест Лібераті, Андре Машіно, Етьєн Маттле, Марсель Пінель, Марсель Ланжіє, Александр Віллаплан (), Люсьєн Лоран, Марсель Капелль, Огюстен Шантрель, Едмон Дельфур. Тренер — Рауль Кодрон.
| група «А» 19 липня 1930 |

| Чилі         | 1 — 0 | Франція |
| ------------ | ----- | ------- |
| Субіабре 65' | Звіт  |         |

| «Естадіо Сентенаріо» (Монтевідео) Глядачів: 2 000 |

Чилі: Роберто Кортес, Томас Охеда, Карлос Відаль, Еберардо Вільялобос, Гільєрмо Ріверос, Гільєрмо Сааведра, Карлос Шнебергер, Гільєрмо Субіабре, Артуро Торрес, Касіміро Торрес, Ернесто Чапарро. Тренер — Дьордь Орт.
Франція: Алексіс Тепо, Еміль Венант, Ернест Лібераті, Етьєн Маттле, Марсель Пінель, Марсель Капелль, Огюстен Шантрель, Едмон Дельфур, Селестен Дельмер, Марсель Ланжіє, Александр Віллаплан (). Тренер — Рауль Кодрон.